# Scylaticus whiteheadi
Scylaticus whiteheadi là một loài ruồi trong họ Asilidae. Scylaticus whiteheadi được Londt miêu tả năm 1992. Loài này phân bố ở vùng nhiệt đới châu Phi.